# Lilla Uttergöl
Lilla Uttergöl är en sjö i Oskarshamns kommun i Småland och ingår i Viråns huvudavrinningsområde.